# Haarlem
Haarlem là thành phố và khu tự quản của Hà Lan. Thành phố là tỉnh lỵ tỉnh Noord-Holland ở nửa phía bắc Hà Lan. Haarlem nằm ở phía bắc của Randstad, vùng đô thị lớn thứ 6 châu Âu. Thành phố có dân số 149.516 người. Đây là thành phố lớn thứ 13 Hà Lan về dân số. Thành phố nằm bên sông Spaarne, khoảng 20 km về phía tây Amsterdam và gần bờ biển.